# De Candolle-systeem
Het De Candolle-systeem is een van de vroege systemen van plantenclassificatie, in de moderne zin van het woord. Het werd oorspronkelijk gepubliceerd in:
A.P. de Candolle (2nd edition, 1819). Théorie élémentaire de la botanique, ou exposition des principes de la classification naturelle et de l’art de décrire et d’etudier les végétaux
gevolgd door de zeer uitgebreide Prodromus:
A.P. de Candolle et al. (1824–1873). Prodromus systemati naturalis regni vegetabilis sive enumeratio contracta ordinum, generum specierumque plantarum huc usque cognitarum, juxta methodi naturalis normas digesta
Het systeem erkent de volgende hoofdgroepen in de bloemplanten:
- classis I. DICOTYLEDONEÆ
subclassis 1. THALAMIFLORÆ
subclassis 2. CALYCIFLORÆ
subclassis 3. COROLLIFLORÆ
subclassis 4. MONOCHLAMYDEÆ
- classis II. MONOCOTYLEDONEÆ

## Families
Een opsomming van de families behandeld in de Prodromus, volgens  het de Candolle system. Dit systeem is gepubliceerd ruim voor er regels waren voor botanische nomenclatuur. Hier wordt een familie aangeduid met "ordo". Uitgangen voor families zijn niet wat ze nu zouden zijn. Geen van beide is een probleem vanuit een nomenclatureel perspectief:  de ICBN voorziet hierin. 
Binnen de tweezaadlobbigen ("classis prima DICOTYLEDONEÆ") onderscheidt het systeem:
- subclassis I. THALAMIFLORÆ
ordo I. RANUNCULACEÆ
ordo II. DILLENIACEÆ
ordo III. MAGNOLIACEÆ
ordo IV. ANONACEÆ [sic]
ordo V. MENISPERMACEÆ
ordo VI. BERBERIDEÆ
ordo VII. PODOPHYLLACEÆ
ordo VIII. NYMPHÆACEÆ
ordo VIIIbis. SARRACENIACEÆ
ordo IX. PAPAVERACEÆ
ordo X. FUMARIACEÆ
ordo XIbis. RESEDACEÆ
ordo XI. CRUCIFERÆ
ordo XII. CAPPARIDEÆ
ordo XIII. FLACOURTIANEÆ
ordo XIV. BIXINEÆ
ordo XIVbis. LACISTEMACEÆ
ordo XV. CISTINEÆ
ordo XVI. VIOLARIEÆ
ordo XVII. DROSERACEÆ
ordo XVIII. POLYGALACEÆ
ordo XIX. TREMANDREÆ
ordo XX. PITTOSPOREÆ
ordo XXI. FRANKENIACEÆ
ordo XXII. CARYOPHYLLEÆ
ordo XXIII. LINEÆ
ordo XXIV. MALVACEÆ
ordo XXV. BOMBACEÆ [sic]
ordo XXVI. BYTTNERIACEÆ
ordo XXVII. TILIACEÆ
ordo XXVIII. ELÆOCARPEÆ
ordo XXIX. CHLENACEÆ
ordo XXIXbis. ANCISTROCLADEÆ
ordo XXIXter. DIPTEROCARPEÆ
ordo XXIXter.[sic] LOPHIRACEÆ
ordo XXX. TERNSTROEMIACEÆ
ordo XXXI. CAMELLIEÆ
ordo XXXII. OLACINEÆ
ordo XXXIII. AURANTIACEÆ
ordo XXXIV. HYPERICINEÆ
ordo XXXV. GUTTIFERÆ
ordo XXXVI. MARCGRAVIACEÆ
ordo XXXVII. HIPPOCRATEACEÆ
ordo XXXVIII. ERYTHROXYLEÆ
ordo XXXIX. MALPIGHIACEÆ
ordo XL. ACERINEÆ
ordo XLI. HIPPOCASTANEÆ
ordo XLII. RHIZOBOLEÆ
ordo XLIII. SAPINDACEÆ
ordo XLIV. MELIACEÆ
ordo XLV. AMPELIDEÆ
ordo XLVI. GERANIACEÆ
ordo XLVII. TROPÆOLEÆ
ordo XLVIII. BALSAMINEÆ
ordo XLIX. OXALIDEÆ
ordo L. ZYGOPHYLLEÆ
ordo LI. RUTACEÆ
ordo LII. SIMARUBEÆ [sic]
ordo LIII. OCHNACEÆ
ordo LIV. CORIARIEÆ

- subclassis II. CALYCIFLORÆ
ordo LV. CELASTRINEÆ
ordo LVI. RHAMNEÆ
ordo LVII. BRUNIACEÆ
ordo LVIII. SAMYDEÆ
ordo LIX. HOMALINEÆ
ordo LX. CHAILLETIACEÆ
ordo LXI. AQUILARINEÆ
ordo LXII. TEREBINTHACEÆ
ordo LXIII. LEGUMINOSÆ
ordo LXIV. ROSACEÆ
ordo LXV. CALYCANTHEÆ
ordo LXVbis. MONIMIACEÆ
ordo LXVI. GRANATEÆ
ordo LXVII. MEMECYLEÆ
ordo LXVIII. COMBRETACEÆ
ordo LXIX. VOCHYSIEÆ
ordo LXX RHIZOPHOREÆ
ordo LXXI. ONAGRARIEÆ
ordo LXXII. HALORAGEÆ
ordo LXXIII. CERATOPHYLLEÆ
ordo LXXIV. LYTHRARIEÆ
ordo LXXIVbis. CRYPTERONIACEÆ
ordo LXXV. TAMARISCINEÆ
ordo LXXVI. MELASTOMACEÆ
ordo LXXVII. ALANGIEÆ
ordo LXXVIII. PHILADELPHEÆ
ordo LXXIX. MYRTACEÆ
ordo LXXX. CUCURBITACEÆ
ordo LXXXI. PASSIFLOREÆ
ordo LXXXII. LOASEÆ
ordo LXXXIII. TURNERACEÆ
ordo LXXXIV. FOUQUIERACEÆ [sic]
ordo LXXXV. PORTULACEÆ
ordo LXXXVI. PARONYCHIEÆ
ordo LXXXVII. CRASSULACEÆ
ordo LXXXVIII. FICOIDEÆ
ordo LXXXIX. CACTEÆ
ordo XC. GROSSULARIEÆ
ordo XCI. SAXIFRAGACEÆ
ordo XCII. UMBELLIFERÆ
ordo XCIII. ARALIACEÆ
ordo XCIV. HAMAMELIDEÆ
ordo XCV. CORNEÆ
ordo XCVbis. HELWINGIACEÆ
ordo XCVI. LORANTHACEÆ
ordo XCVII. CAPRIFOLIACEÆ
ordo XCVIII. RUBIACEÆ
ordo XCIX. VALERIANEÆ
ordo C. DIPSACEÆ
ordo CI. CALYCEREÆ
ordo CII. COMPOSITÆ
ordo CIII. STYLIDIEÆ
ordo CIV. LOBELIACEÆ
ordo CV. CAMPANULACEÆ
ordo CVI. CYPHIACEÆ
ordo CVII. GOODENOVIEÆ
ordo CVIII. ROUSSÆACEÆ
ordo CIX. GESNERIACEÆ
ordo CX. SPHENOCLEACEÆ
ordo CXI. COLUMELLIACEÆ
ordo CXII. NAPOLEONEÆ
ordo CXIII. VACCINIEÆ
ordo CXIV. ERICACEÆ
ordo CXV. EPACRIDEÆ
ordo CXVI. PYROLACEÆ
ordo CXVII. FRANCOACEÆ
ordo CXVIII. MONOTROPEÆ

- subclassis III. COROLLIFLORÆ
ordo CXIX. LENTIBULARIEÆ
ordo CXX. PRIMULACEÆ
ordo CXXI. MYRSINEACEÆ
ordo CXXII. ÆGICERACEÆ
ordo CXXIII. THEOPHRASTACEÆ
ordo CXXIV. SAPOTACEÆ
ordo CXXV. EBENACEÆ
ordo CXXVI. STYRACACEÆ
ordo CXXVII. OLEACEÆ
ordo CXXVIIbis. SALVADORACEÆ
ordo CXXVIII. JASMINEÆ
ordo CXXIX. APOCYNACEÆ
ordo CXXX. ASCLEPIADEÆ
ordo CXXX[a?] LEONIACEÆ
ordo CXXXI. LOGANIACEÆ
ordo CXXXII. GENTIANACEÆ
ordo CXXXIII. BIGNONIACEÆ
ordo CXXXIV. SESAMEÆ
ordo CXXXV. CYRTANDRACEÆ
ordo CXXXVI. HYDROPHYLLACEÆ
ordo CXXXVII. POLEMONIACEÆ
ordo CXXXVII. [sic] CONVOLVULACEÆ
ordo CXXXVIII. ERICYBEÆ
ordo CXXXIX. BORRAGINEÆ [sic]
ordo CXL. HYDROLEACEÆ
ordo CXLII. SCROPHULARIACEÆ
ordo CXLII(I).[sic] SOLANACEÆ
ordo CXLIV. OROBANCHACEÆ
ordo CXLV. ACANTHACEÆ
ordo CXLVI. PHRYMACEÆ
ordo CXLVII VERBENACEÆ
ordo CXLVIII MYOPORACEÆ
ordo CXLIX SELAGINACEÆ
ordo CL. LABIATÆ
ordo CLI. STILBACEÆ
ordo CLII. GLOBULARIACEÆ
ordo CLIII. BRUNONIACEÆ
ordo CLIV. PLUMBAGINEÆ
ordo CLV.[?] PLANTAGINACEÆ

- subclassis IV. MONOCHLAMYDEÆ
ordo CLVI. PHYTOLACCACEÆ
ordo CLVII. SALSOLACEÆ
ordo CLVIII. BASELLACEÆ
ordo CLIX. AMARANTACEÆ [sic]
ordo CLX. NYCTAGINACEÆ
ordo CLXI. POLYGONACEÆ
ordo CLXII. LAURACEÆ
ordo CLXIII. MYRISTICACEÆ
ordo CLXIV. PROTEACEÆ
ordo CLXV. PENÆACEÆ
ordo CLXVI. GEISSOLOMACEÆ [sic]
ordo CLXVII. THYMELÆACEÆ
ordo CLXVIII. ELÆAGNACEÆ
ordo CLXIX. GRUBBIACEÆ
ordo CLXX. SANTALACEÆ
ordo CLXXI. HERNANDIACEÆ
ordo CLXXII. BEGONIACEÆ
ordo CLXXIII. DATISCACEÆ
ordo CLXXIV. PAPAYACEÆ
ordo CLXXV. ARISTOLOCHIACEÆ
ordo CLXXVbis. NEPENTHACEÆ
ordo CLXXVI. STACKHOUSIACEÆ
[sic]
ordo CLXXVIII. EUPHORBIACEÆ
ordo CLXXIX. DAPHNIPHYLLACEÆ
ordo CLXXX. BUXACEÆ
ordo CLXXXbis. BATIDACEÆ
ordo CLXXXI. EMPETRACEÆ
ordo CLXXXII. CANNABINEÆ
ordo CLXXXIII. ULMACEÆ
ordo CLXXXIIIbis. MORACEÆ
ordo CLXXXIV. ARTOCARPEÆ
ordo CLXXXV. URTICACEÆ
ordo CLXXXVI. PIPERACEÆ
[sic]
ordo CLXXXVIII. CHLORANTHACEÆ
ordo CLXXXIX. GARRYACEÆ
ordo CXC. CUPULIFERÆ
ordo CXCI. CORYLACEÆ
ordo CXCII. JUGLANDEÆ
ordo CXCIII. MYRICACEÆ
ordo CXCIV. PLATANACEÆ
ordo CXCV. BETULACEÆ
ordo CXCVI. SALICINEÆ
ordo CXCVII CASUARINEÆ

De Prodromus behandelt ook:
- GYMNOSPERMÆ
ordo CXCVIII. GNETACEÆ
ordo CXCIX. CONIFERÆ
ordo CC. CYCADACEÆ

- incertæ sedis
ordo (dubiæ affin.) LENNOACEÆ
ordo (affin. dubiæ) PODOSTEMACEÆ
ordo num.? CYTINACEÆ
ordo incertae sedis BALANOPHORACEÆ